# Narrosse
Narrosse település Franciaországban, Landes megyében. Lakosainak száma 3331 fő (2022. január 1.). Narrosse Candresse, Dax, Saint-Pandelon, Saugnac-et-Cambran és Yzosse községekkel határos.

## Népesség
A település népességének változása:
| Lakosok száma | 932  | 1607 | 2204 | 2761 | 3178 | 3174 | 3210 | 3230 | 3259 | 3331 |
|               | 1968 | 1982 | 1990 | 2006 | 2013 | 2015 | 2017 | 2019 | 2020 | 2022 |